# Eulopia sagrinata
Eulopia sagrinata is een tweekleppigensoort uit de familie van de Lucinidae. De wetenschappelijke naam van de soort werd in 1886 voor het eerst geldig gepubliceerd door William Healey Dall als Lucina sagrinata.